# Palazzo Davia Bargellini
Il palazzo Davia Bargellini è un edificio storico del Seicento dalla struttura possente, situato in strada Maggiore, nel centro di Bologna, in Emilia-Romagna. Oggi è sede del Museo civico d'arte industriale.
Il palazzo fu costruito per volere di Camillo Bargellini a partire dal 1638, su disegno dell'architetto Bartolomeo Provaglia che rinuncia alla classica struttura con portico per evidenziarne l'unicità e la gravosità, in uno spazio lasciato aperto dal portico antistante la basilica di Santa Maria dei Servi. 
Il portale della struttura possente del palazzo è caratterizzato dalle grandiose figure in macigno dei telamoni, eseguite nello stesso anno: la figura di destra è opera di Gabriele Brunelli, quella di sinistra del suo allievo Francesco Agnesini. I lavori di costruzione si concludono nel 1658.
Lo scalone, voluto da Vincenzo Bargellini nel 1730 circa, è ideato da Carlo Francesco Dotti e costruito dal Alfonso Torreggiani; esso presenta i decori in stucco di Giuseppe Borelli.
Dal 1920, per volere del Soprintendente alle Gallerie dell'epoca Francesco Malaguzzi Valeri, sorse il museo che ancora oggi richiama nel suo allestimento l'idea originale. 

## Galleria d'immagini

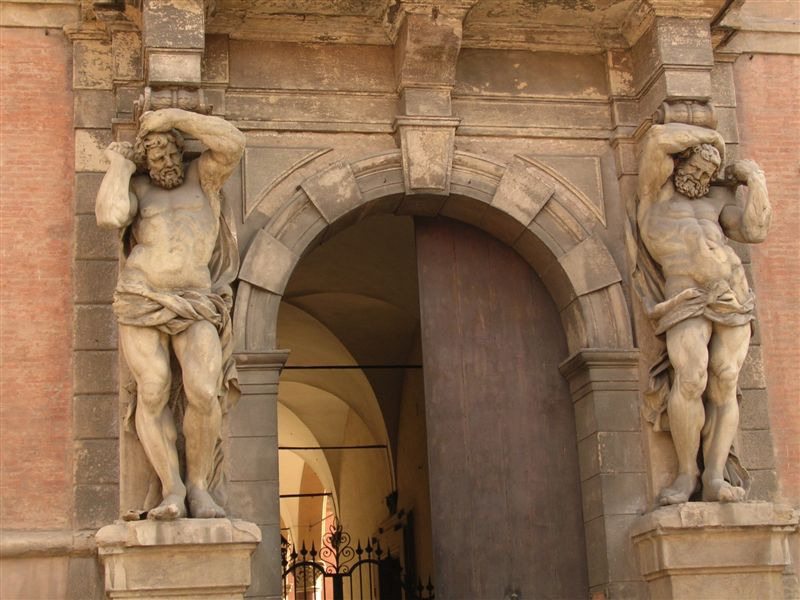
Il portale con i due telamoni
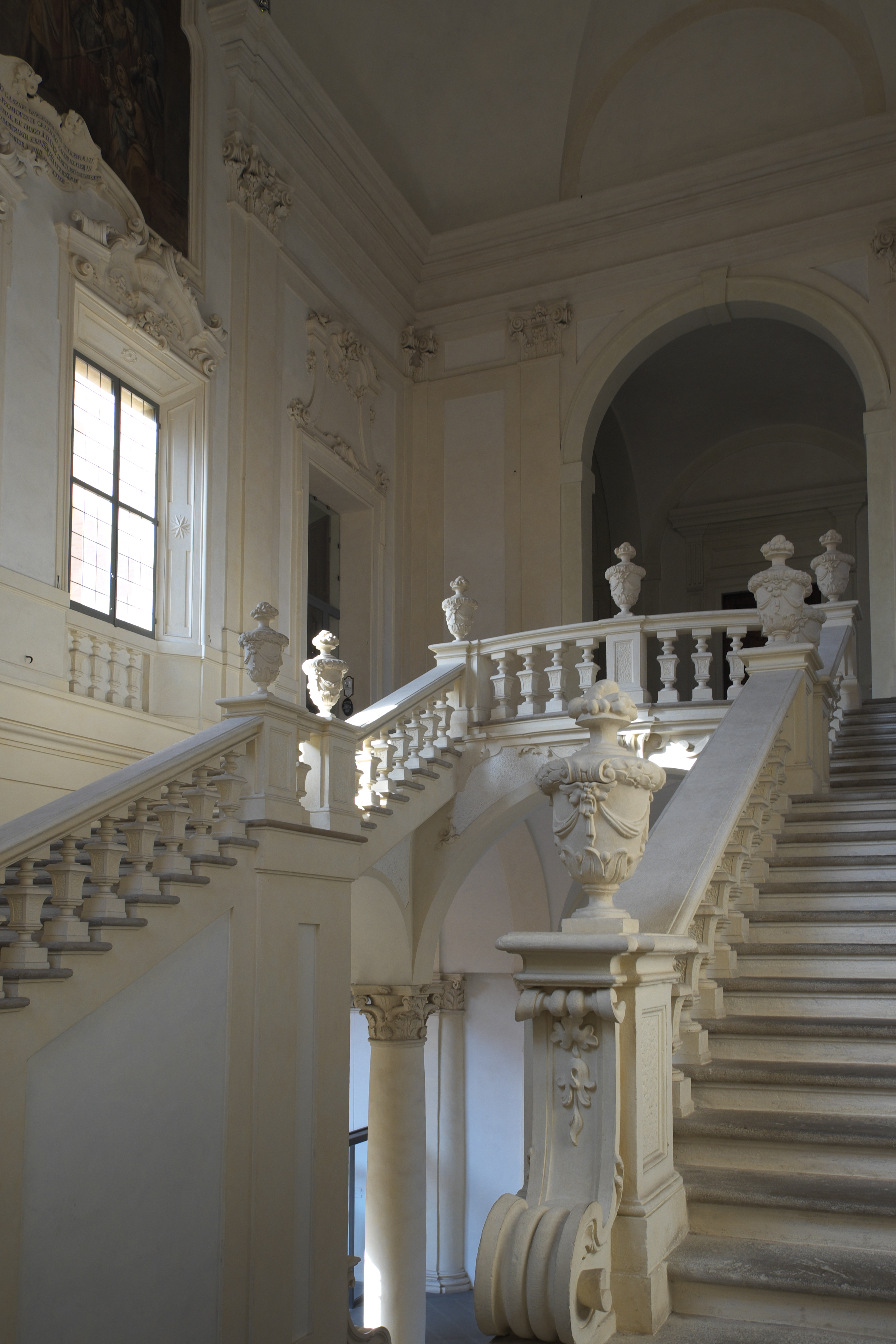
Lo scalone.
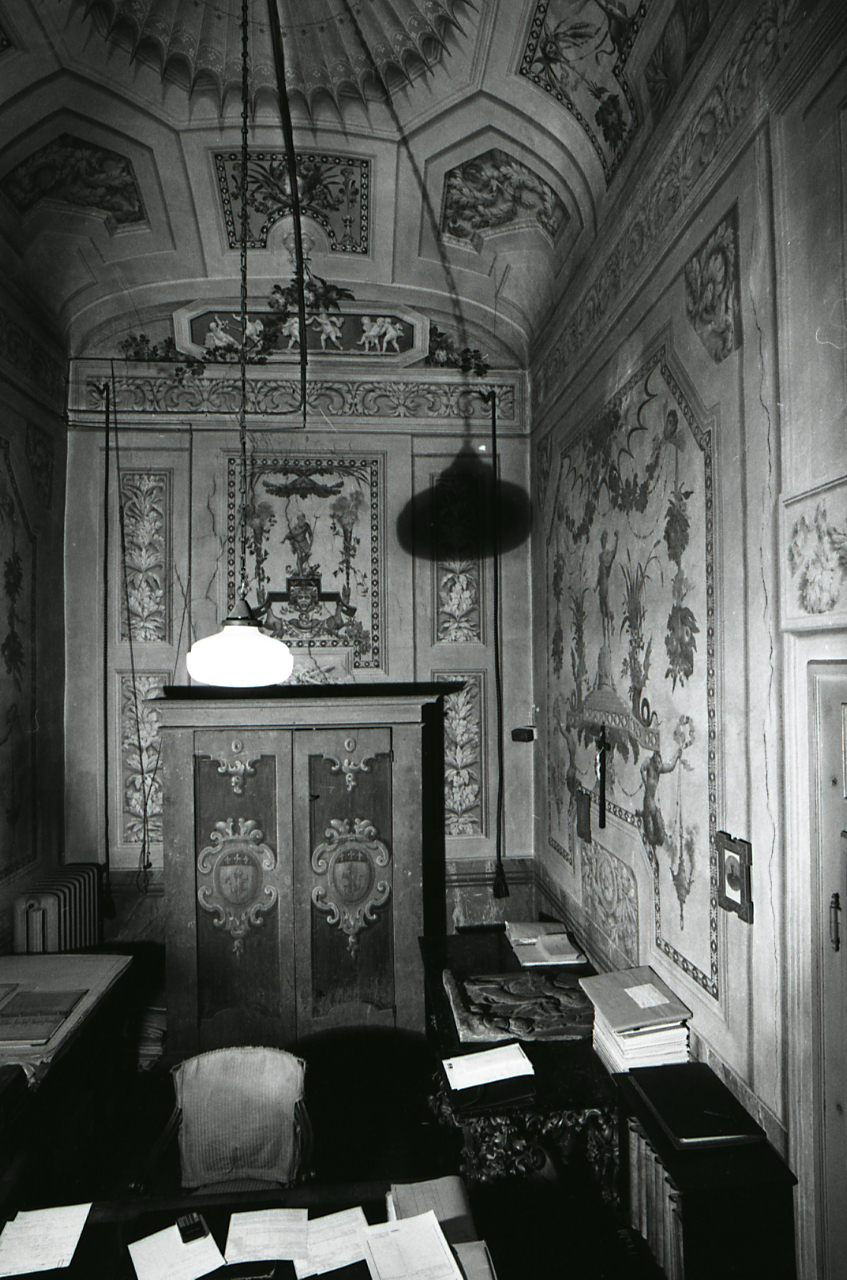
L'interno del palazzo (foto Paolo Monti, 1979).
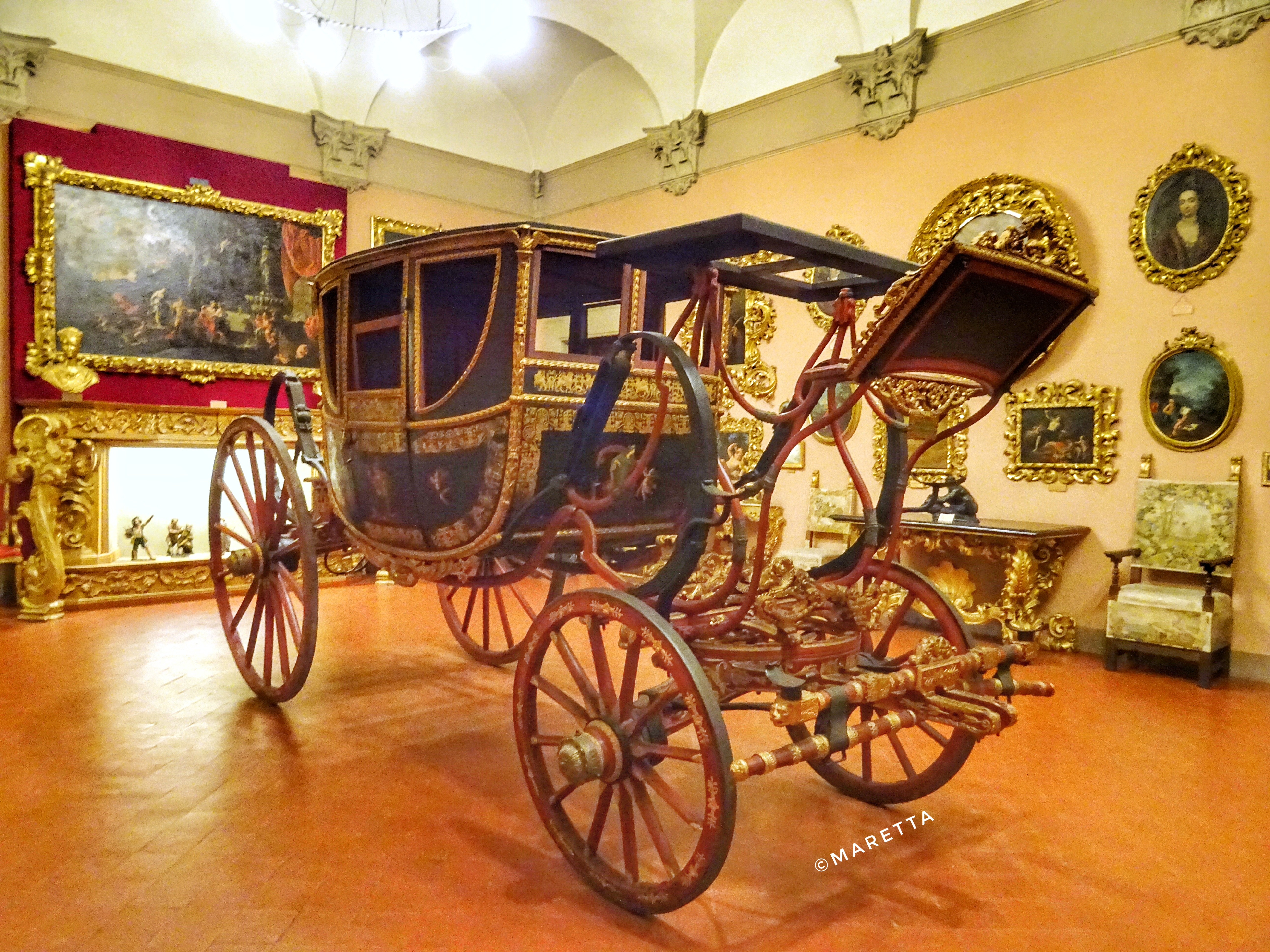
Il Museo civico d'arte industriale Davia Bargellini.